# Федулова, Светлана Леонидовна
Светла́на Леони́довна Княги́нина (урожд. Федулова) (род. 17 марта 1984 года) — российская пловчиха.

## Карьера
Плаванием начала заниматься в Ухте в 1994 году. Занималась в СДЮШОР у С. Я. Вергуновой. Через три года выполнила 1 разряд и перешла к тренеру С. В. Вергунову. В 1999 году выполнила норматив мастера спорта.
С 2002 года тренируется в Санкт-Петербурге у Горелика М. В. в СДЮШОР «Экран».

### Национальные чемпионаты
На чемпионате России 2005 года выиграла на дистанции 50 метров вольным стилем. В 2006 и 2007 годах повторила успех.
На чемпионате России 2007 года в короткой воде стала чемпионкой на дистанции 50 метров вольным стилем и бронзовым призёром на 100-метровке.
На чемпионате России 2008 года завоевала бронзу в баттерфляе.
На чемпионате России 2009 года выиграла серебро (50 м вольным стилем) и две бронзы (плавание баттерфляем на дистанциях 50 и 100 метров).
С чемпионата России 2010 года в короткой воде привезла три золота: в эстафете 4×100 метров вольным стилем и в плавании вольным стилем на дистанциях 50 и 100 метров. В плавании баттерфляем на дистанции 50 метров стала второй.
На чемпионате России 2010 года выигрывает два золота: на дистанции 50 метров вольным стилем, а также в эстафете 4×100 метров. На дистанции 100 метров баттерфляем становится второй, а на такой же дистанции вольным стилем — третьей.
На чемпионате России 2011 года выиграла золото на дистанции 50 метров баттерфляем и серебро — на дистанции 50 метров вольным стилем.
На чемпионате России 2012 года выиграла золото на дистанции 50 метров вольным стилем и бронзу — на дистанции 100 метров баттерфляем.
На чемпионате России 2012 года в короткой воде стала чемпионкой на дистанции 50 метров вольным стилем и серебряным призёром на 100-метровке баттерфляем.
В 2013 году выиграла серебро на дистанции 50 метров вольным стилем на чемпионатах России как в длинном, так и в коротком бассейнах.

### Международные турниры
На чемпионате Европы 2009 года на короткой воде в Стамбуле завоевала «бронзу» в комбинированной эстафете 4×50 м.
Бронзовый призёр Универсиады 2009 года в комбинированной эстафете 4×100 м.
На чемпионате Европы 2013 года на короткой воде в Хернинге (Дания) завоевала «бронзу» в эстафете 4×50 м вольным стилем. При этом россиянки установили рекорд России.

## Образование
Имеет два высших образования. В 2007 году окончила Национальный государственный университет физической культуры, спорта и здоровья имени П. Ф. Лесгафта. А в 2001 году — Санкт-Петербургский университет Государственной противопожарной службы ГПС МЧС России по специальности «Юриспруденция».